# 백과사전 목록
백과사전의 목록으로 종류와 특징 등을 설명한다.

## 세계
- 위키백과

## 서양
- 박물지 ― 플리니우스가 만듦. 모두 37권으로 되어 있음.
- 체임버스 백과사전 ― 체임버스가 만듦. 2권
- 역사대사전 ― 1674년 L. 모레리가 만듦.
- 백과전서
- 브리태니커 백과사전 ― 1768년 초판 발행. 영어권에서 제일 오래된 백과사전.
- 브로크하우스 백과사전 ― 독일에서 발행된 백과사전.
- 라루스 백과사전 ― 프랑스에서 발행된 백과사전.
- 데쿠베르트 갈리마르 ― 프랑스에서 발행된 백과사전.
- 마이어스 백과사전 ― 브로크하우스 백과사전을 모방해 만든 백과사전
- 컬럼비아 백과사전 ― 미국의 대학교 컬럼비아에서 만들어진 백과사전.
- 콜리어스 백과사전
- 에브리맨 백과사전
- 헤르더 회화사전 ― 가톨릭 관련 백과사전.
- 프랑스 백과사전
- 이탈리아나 백과사전 ― 이탈리아의 예술과 미술에 관련된 논문 등을 수록한 백과사전.
- 소비에트 백과사전 ― 소련의 백과사전.

## 동양
- 예문유취 ― 중국의 유서.
- 초학기 ― 서견이 만든 30권 분량의 유서.
- 태평어람
- 영락대전 ― 영락제가 만든 최대의 유서.
- 세계지식사전 ― 타이완에서 만들어진 사전
- 홍무정운

## 대한민국
- 지봉유설 ― 이수광이 만든 사전.
- 동의보감 ― 허준이 만든 한의학 백과사전.
- 동국문헌비고 ― 조선의 최초 관찬 백과사전.
- 오주연문장전산고 - 이규경이 편찬한 백과사전
- 대세계백과사전 ― 16권짜리의 1974년작
- 두산세계대백과사전
- 동아원색세계대백과사전
- 글로벌 세계 대백과사전
- 새우리말 큰사전